# (5499) 1981 SU2
Az (5499) 1981 SU2 a Naprendszer kisbolygóövében található aszteroida. Haute Provence fedezte fel 1981. szeptember 29-én.